# Dryomyia shawiae
Dryomyia shawiae är en tvåvingeart som beskrevs av Anderson 1935. Dryomyia shawiae ingår i släktet Dryomyia och familjen gallmyggor. Inga underarter finns listade i Catalogue of Life.